# Aaron Burr
Pour les articles homonymes, voir Burr.
Aaron Burr, Jr., né le 6 février 1756 à Newark dans la province du New Jersey, et mort le 14 septembre 1836 à Staten Island, New York, est un homme politique et aventurier américain, troisième vice-président des États-Unis et qui est particulièrement connu pour le duel qui l’opposa à Alexander Hamilton.

## Biographie

### Premières années et service militaire
Burr naît à Newark dans le New Jersey le 6 février 1756. Son père, Aaron Burr Sr. (en) (1716–1757), est alors le second vice-président du collège du New Jersey (actuellement université de Princeton) et sa mère, Esther Edwards (1732–1758), est la fille du célèbre théologien calviniste Jonathan Edwards (1703–1758). Ses parents étant tous deux morts alors qu’il était encore enfant, son oncle maternel l’a élevé, avec sa sœur.
Il commence en 1769 ses études sur la trace de son père à Princeton et obtient son diplôme en théologie trois ans plus tard. Il change alors complètement de voie pour se lancer dans des études de droit à l’école de Litchfield, dans le Connecticut. Cependant, le déclenchement de la guerre d'indépendance va le forcer à interrompre ses études.

### Guerre d’indépendance
Engagé dans l’expédition du général Benedict Arnold au Canada en 1775, il se distingue en traversant les lignes britanniques déguisé en prêtre catholique pour rejoindre Montréal où se trouvait enfermé le général Richard Montgomery pour prévenir ce dernier de l’arrivée des renforts. Cet acte de bravoure lui vaut une promotion au rang de major et une nomination au quartier général de George Washington.
Gravement malade, il doit quitter l’armée le 3 mars 1779 et reprend alors ses études et est finalement admis au barreau en 1782. Cette même année, il part pour New York où il épouse Theodosia Prevost avec qui il a une fille (également appelée Theodosia, elle meurt en 1813) l’année suivante.

### Engagement politique
En 1789, Burr est nommé procureur général de l’État de New York puis, en 1791, est élu au Sénat américain où il reste six ans avant de perdre les élections. Il s’applique alors à organiser et développer le Parti démocrate dans l’État, en particulier par la création du Tammany Hall. En 1800, il est candidat à la présidence des États-Unis. Il obtient alors exactement le même nombre de voix du collège électoral (73) que son rival, Thomas Jefferson, qui obtient finalement la victoire sur décision de la Chambre des représentants, Burr devenant alors automatiquement vice-président des États-Unis, en vertu de la loi en vigueur à l'époque. À la suite de cette controverse, le Congrès vote le douzième amendement à la Constitution qui instaure une élection séparée pour le vice-président.

### Vice-présidence
Comme président du Sénat, Burr est reconnu même par ses plus féroces ennemis politiques pour son travail. Cependant, son ambition et son opportunisme l’éloignent de ses collègues professionnellement et socialement. Ses relations avec le président Jefferson sont on ne peut plus tendues, ce dernier ne lui ayant jamais pardonné son refus d’admettre sa défaite lors des élections.
Sa principale activité comme vice-président sera la présidence du procès en impeachment de Samuel Chase, juge à la Cour suprême. En 1804, alors qu’il paraît clair que Jefferson veut l’écarter de la nouvelle élection présidentielle, il se présente à l’élection pour le poste de gouverneur de New York.

### Duel Hamilton-Burr

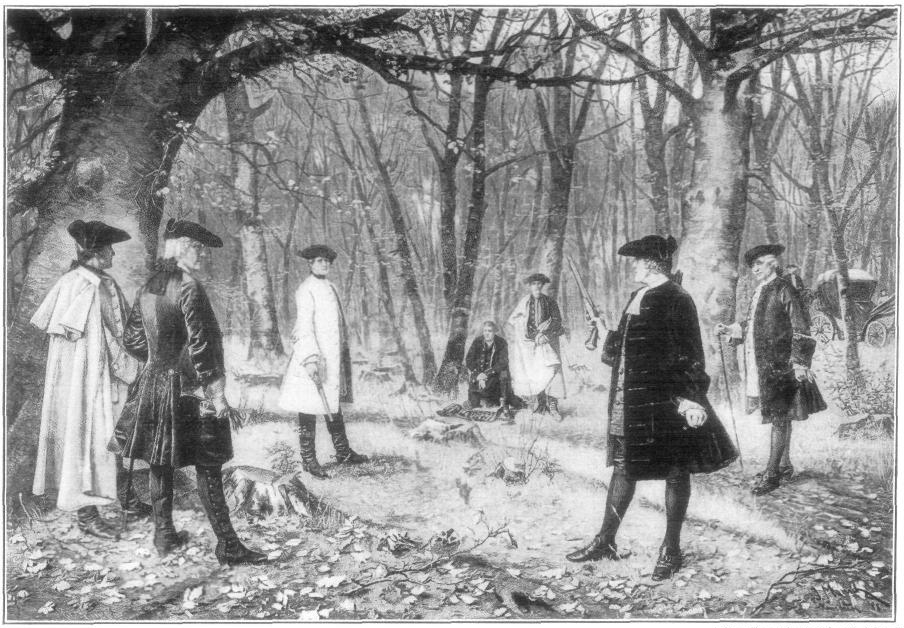
Représentation du duel.

Le 11 juillet 1804, Burr et Alexander Hamilton, banquier, ancien secrétaire au Trésor et proche de Washington, traversent l'Hudson et se retrouvent dans un champ en dehors de la ville de Weehawken dans le New Jersey pour un duel à mort au pistolet. Les raisons de ce duel sont nombreuses, Burr et Hamilton s’étant opposés, souvent violemment, à de très nombreuses reprises à partir de 1791. Blessé mortellement, Hamilton succombe le lendemain et Burr se retrouve accusé de meurtre dans les États de New York et du New Jersey. Il s’enfuit en Caroline du Sud auprès de sa fille qui y vit avec sa famille, mais retourne quelque temps plus tard à Washington pour terminer son mandat de vice-président. Il ne sera jamais jugé pour cet acte, mais la répulsion suscitée par cet acte marqua le coup d’arrêt définitif de la carrière politique de Burr, à jamais déconsidéré.

### Conspiration et procès
Au terme de son mandat de vice-président, Burr s’exile à Philadelphie où il fait la connaissance de Jonathan Dayton. Les deux hommes, rejoints par la suite par plusieurs autres aventuriers, mettent en place une conspiration à grande échelle (appelée par la suite conspiration de Burr) dont le but, à long terme, semblait être de former un nouvel État indépendant dans l’Ouest formé de territoires soit conquis sur le Mexique, soit situés sur les plaines à l’Ouest des Appalaches dont Burr aurait été le dirigeant.
Ses plans se basent alors sur la certitude d’une guerre entre les États-Unis et l’Espagne. Dans cette optique, il achète des terrains au Texas qui doivent servir de base avancée pour une expédition militaire. Cependant, il ne peut réunir qu’une faible troupe d’environ 80 militaires pratiquement sans aucun matériel militaire lourd.
Après un incident mineur dans les environs de Natchitoches en Louisiane entre les forces armées espagnoles et américaines, l’un des participants à la conspiration, le général James Wilkinson, révèle au président Jefferson les plans de Burr. Jefferson reste sans réaction pendant l’année 1806 et attend 1807 pour émettre un avis d’arrestation contre Burr qui l’apprend dans un journal le 10 janvier 1807. Il tente alors de fuir en direction de la Floride (alors possession espagnole), avant d’être arrêté le 19 février 1807 en Alabama.
La même année, il est jugé pour trahison par un tribunal fédéral établi à Richmond en Virginie. Le procès, sous la présidence de John Marshall commence le 3 août 1807. Burr est acquitté le 1er septembre, car l’accusation ne peut présenter les deux témoins directs de ses actes de trahisons demandés par le président de la cour.
Les opposants à Burr prétendirent, quelques années plus tard, que son rêve était alors de créer un empire en Amérique latine contrôlant la plupart des fermes et des commerces d’Amérique du Nord et que s’il était parvenu à ses fins, les États-Unis seraient fatalement tombés dans une guerre civile.

### Fin de vie
À la suite de cette affaire, Burr abandonne tout espoir de retour à la vie politique. Il part pour l’Europe dans le but de reconstituer sa fortune personnelle. Il y vit de 1808 à 1812, passant son temps entre l’Angleterre, l’Écosse, le Danemark, la Suède et la France. Dans chacun de ces pays, il tente sans succès de faire passer sa vision de la conspiration auprès des différents gouvernements. Finalement, Burr retourne vivre à New York en 1812 où il passe tranquillement les dernières années de sa vie. Gardant, pendant ces années, un œil attentif sur le processus de conquête de l’Ouest, il a, à propos de la révolution texane, cette phrase : « Ce qui était considéré comme une trahison pour moi treize ans plus tôt est aujourd’hui considéré comme du patriotisme ».
À sa mort, en 1836, dans un hôtel de Port Richmond, Aaron Burr est enterré, comme son père, au cimetière de Princeton (en).

## Dans la culture populaire
Aaron Burr est l'un des personnages principaux de la comédie musicale de Lin-Manuel Miranda Hamilton. Inspirée par les travaux de l'historien Ron Chernow, elle relate la vie d'Alexander Hamilton depuis ses débuts à Porto Rico jusqu'à son duel contre Aaron Burr. Aaron Burr y joue le rôle du narrateur et est également le principal antagoniste, expliquant notamment de nombreux passages de sa vie ainsi que de celle d'Hamilton. Le premier à endosser le rôle de Aaron Burr est Leslie Odom Jr., qui reçoit en 2016 le Tony Award du meilleur acteur dans une comédie musicale, pour sa performance. Le 10 juin 2022 sort sur YouTube Burr: A New Musical qui retrace la vie de Aaron Burr après son duel contre Hamilton durant son exil.
Dans l'épisode Les Nouveaux Spartiates de la saison 5 de la série X-Files, il y a un motel nommé Aaron Burr, en référence au fait que Mulder est soupçonné d'être un traître par Scully.